# Karl Wiedergott
Karl Wiedergott (8 février 1969 à Berlin) est un acteur et scénariste américain.

## Filmographie
Acteur
- 1986 : The Education of Allison Tate : Scott Carroll
- 1988 : 18 Again! (en) : Team Member
- 1988 : The Wrong Guys (en) de Danny Bilson : Pancake House Waiter
- 1989 : I Know My First Name Is Steven (TV) : Punk #3
- 1990 : Monday Morning : Bill Cobbs
- 1990 : Columbo - Criminologie appliquée (Columbo: Columbo Goes to College) (TV) : Ollie Sachs
- 1994 : Attack of the 5 Ft. 2 Women (TV) : Dirk Smith
- 1996 : Time Under Fire (de) de Scott P. Levy  : Dr. Zimmer
- 1996 : The Confidence Man : The Student
- 1998 : The Truth About Juliet
- 1999 : Breakfast of Champions : Homer
- 1999 : Pirates of Silicon Valley (TV) : Mac Designer
- 2001 : The Socratic Method : Dennis
- 2003 : Two Days : Charlie

Scénariste
- 2003 : Two Days